# 北京劳动保障职业学院
北京劳动保障职业学院，是一所公办全日制高等职业技术学院，前身是北京市劳动管理干部学院和北京市计划劳动管理干部学院。
北京劳动保障职业学院是经北京市人民政府批准设立的普通高等职业学院，隶属于北京市人力资源和社会保障局。学院于1986年正式招生，有南北两个校区，总占地面积288亩。学院现有4个教学系21个专业，拥有北京市第二职业技能鉴定所。